# Noah Shepard
Pour les articles homonymes, voir Shepard.
Noah Shepard (né le 31 décembre 1986) est un joueur de football américain évoluant au poste de quarterback.

## Carrière

### Université
Shepard débute dans l'équipe des Coyotes à son arrivée à l'université du Dakota du Sud en 2006. Pendant quatre ans, il est le quarterback titulaire de l'équipe battant de nombreux records de l'université avec le plus nombre de yards parcourus grâce à ses passes (8 936), le nombre de passes pour touchdown (77). Il se classe second de son université au nombre de touchdown individuel sur des rushs avec trente-six.

### Professionnel
Inscrit pour le Draft, Shepard n'est drafté dans aucune équipe de la NFL. Il signe comme agent libre avec les Packers de Green Bay  peu de temps après. Néanmoins, les Packers libèrent Shepard le 18 juin 2010 alors que la saison commence en août, il ne convainc pas ses entraineurs. Il se retrouve agent libre.